# 楊承勳
杨承勋（？—947年1月26日），五代十国后晋官员，沙陀部人，齐王杨光远之长子。
杨承勋原名杨承贵，为晋出帝石重贵避讳而改。以父荫历任光州刺史、濮州刺史，杨光远兼镇河阳，命杨承勋制置三城事。杨光远移镇青州，授杨承勋为莱州防御使。在州有政绩，不满意父亲身边的奸党，想要杀掉，每次去见杨光远，杨光远把这些人藏起来。杨光远造反，杨承勋赴青州，官军围城。过了年粮尽，杨承勋与其弟杨承祚背父之命，出降晋军，朝廷任命为汝州防御使、郑州防御使。其弟杨承信为右羽林将军，杨承祚为右骁卫将军，放归，服丧于私第，安置郑州。契丹入汴京，契丹会同十年正月初二（947年1月26日），耶律德光派遣骑士将杨承勋召至，责其劫父，命令左右的人把他剁为碎肉吃掉。以其弟杨承信为青州节度使。后汉高祖刘知远赠杨光远尚书令，封齐王，命中书舍人张正撰杨光远碑铭文赐给杨承信，派他到青州刻石。立碑之后，天有大雷电，击折石碑。